# Madakaripura Vattenfall
Madakaripura är ett vattenfall i Indonesien.   Det ligger i provinsen Jawa Timur, i den västra delen av landet, 700 km öster om huvudstaden Jakarta. Madakaripura ligger 571 meter över havet.
Terrängen runt Madakaripura är kuperad åt nordost, men åt sydväst är den bergig. Runt Madakaripura är det tätbefolkat, med 493 invånare per kvadratkilometer. Omgivningarna runt Madakaripura är en mosaik av jordbruksmark och naturlig växtlighet.